# Processortid
Processortid (eller CPU tid) är tiden som en CPU aktivt har använts för att köra instruktioner från ett program. Processortid mäts i sekunder eller "ticks". Det är ofta användbart att mäta processortid som en procentandel av den totala processorkapaciteten, vilket då ger den totala processoranvändningen.